# Maladera siniaevi
Maladera siniaevi är en skalbaggsart som beskrevs av Ahrens 2004. Maladera siniaevi ingår i släktet Maladera och familjen Melolonthidae. Inga underarter finns listade i Catalogue of Life.